# Lví král 3: Hakuna Matata
Lví král 3: Hakuna Matata (v anglickém originále The Lion King 1½, v některých zemích uváděn i pod názvem The Lion King 3: Hakuna Matata) je americký animovaný rodinný film z roku 2004 společnosti Walt Disney. Režisérem byl Bradley Raymond.

## Návaznost
V pořadí jde o třetí díl filmové trilogie, po filmech Lví král a Lví král 2: Simbův příběh.
Tento třetí díl líčí události prvního dílu z perspektivy dvou jeho vedlejších hrdinů, Timona a Pumby, kteří komentují video se svými zážitky z doby před a během děje prvního dílu.
Tento film paroduje první díl tím, že mnoho jeho událostí líčí tak, že je způsobili Timon a Pumba. Například v prvním dílu se Simba s Nalou v zamilovaném objetí skutálí ze svahu; ve třetím dílu se dozvídáme, že se to stalo proto, že jim Timon s Pumbou zlomyslně nastražili lano.
Protože většina děje probíhá během událostí prvního dílu, je tento třetí díl někdy nazýván "midquel" (kdyby děj probíhal před prvním dílem, šlo by o prequel).

## Děj
Timon bydlí se svojí matkou ve velké kolonii surikat. Je neoblíbený, protože často ostatním zboří jejich dílo a špatně hlídá před šelmami. Proto odejde do světa, kde se setká s prasetem Pumbou. Cestou jsou svědky oslavy narození lva Simby.
Usadí se, ale během Simbovy písně "Já toužím být brzy král" je jejich domov zbořen; proto jdou hledat domov jinde. Jsou svědky různých událostí z prvního dílu (Scarův rozhovor s hyenami a úprk Simby před splašenými pakoni).
Když dojdou k vodopádu mimo Lví říši, najdou vysíleného Simbu a postarají se no něho. Když Simba vyroste a setká se svojí dávnou kamarádkou Nalou, Timon a Pumba se snaží jejich zamilovaný vztah překazit.
Simba poté jde bojovat se lvem Scarem o vládu nad Lví říší a Timon, Pumba i Nala jdou s ním. Tam potkají Timonovu matku a strýce Maxe, kteří šli Timona hledat. Společnými silami vykopou tunel, do kterého spadnou hyeny pomáhající Scarovi; bitva proto skončí Simbovým vítězstvím.
Timon odvede surikaty ze své kolonie k vodopádu, kde vyrůstal, a získá jejich vděk za to, že jim našel domov, kde je neohrožují šelmy.